# Џејлен Роуз
Џејлен Ентони Роуз (енгл. Jalen Anthony Rose; Детроит, 30. јануар 1973) амерички је спортски аналитичар и бивши кошаркаш.
На Универзитету Мичигена био је члан „Феб фајв” поставе Вулверинса (заједно са Крисом Вебером, Џуваном Хауардом, Џимијем Кингом и Рејом Џексоном) која је стигла до финала прве дивизије кошаркашког првенства Националне асоцијације студентског спорта 1992. и 1993. године.
Роуз је играо у НБА као крило за шест тимова, посебно уз Реџија Милера у тиму Индијана пејсерса који је учествовао у три узастопна финала Источне конференције и стигао до финала плејофа 2000. године. Пензионисао се 2007. године са просеком у каријери од 14,3 поена, 3,8 асистенција и 3,5 скокова по утакмици.
Роуз је био спортски аналитичар за АБЦ и ЕСПН.

## Успеси

### Појединачни
- Играч НБА који је највише напредовао (1): 1999/00.
- Идеални тим новајлија НБА — друга постава: 1994/95.